# Шемахинское землетрясение (1667)
Шемахинское землетрясение 25 ноября 1667 года с магнитудой 6,9 баллов, произошедшее на территории Сефевидского государства, в современном Азербайджане, было одно из самых сильных землетрясений в истории города Шемахы. Количество жертв в оценках исследователей XIX и XX вв. называется около 80 000, также они сообщают о полном разрушении домов и изменениях в горном облике, как и трещинах в земле, из-за которых караванам пришлось изменить маршруты. Эти сообщения основаны на записях в дневнике голландского путешественника Яна Стрёйса, побывавшего в этом районе приблизительно в это время.
По шкале Меркалли ущерб в районе эпицентра достиг 10 баллов из 12, что считается экстремальными разрушениями. Город, расположенный в сейсмически очень невыгодном месте, был разрушен как этим, так позже и многими последовавшими в истории землетрясениями, среди которых особо выделились землетрясения 1859 и 1902 года, но всегда отстраивался. Уже в 1669 и 1671 гг. последовали новые разрушительные землетрясения тяжестью 8-9 баллов по шкале Меркалли.
Некоторые источники описывают это землетрясение как произошедшее 17 декабря, или как два разных землетрясения в этот день (с координатами 40.6N, 48.6E на глубине 12 км с магнитудой 6,9 и с координатами 41.7N, 47.3E на глубине 30 км и с магнитудой 6,5).